# Carcelia atricosta
Carcelia atricosta är en tvåvingeart som beskrevs av Herting 1961. Carcelia atricosta ingår i släktet Carcelia och familjen parasitflugor. Arten är reproducerande i Sverige. Inga underarter finns listade i Catalogue of Life.